# If Drinkin' Don't Kill Me (Her Memory Will)
Singles de George Jones
I'm Not Ready Yet
(1980) Still Doin' Time
(1981)
If Drinkin' Don't Kill Me (Her Memory Will) est un single de l'artiste américain de musique country George Jones. C'est le troisième single extrait de l'album I Am What I Am, sorti en janvier 1981. La chanson a atteint la huitième position du hit-parade Billboard Hot Country Singles.

## Positions dans les hits-parades
| Chart (1981)                       | Position |
| ---------------------------------- | -------- |
| U.S. Billboard Hot Country Singles | 8        |
| Canadian RPM Country Tracks        | 25       |